# Malroy
Malroy é uma comuna francesa na região administrativa de Grande Leste, no departamento de Mosela. Estende-se por uma área de 3,54 km². Em 2010 a comuna tinha 356 habitantes (densidade: 100,6 hab./km²).